# Calentador de agua circulante
Un calentador de agua circulante, calentador de agua instantáneo o calentador de paso (Hispanoamérica) es aquel que calienta el agua para uso sanitario conforme se necesita, sin acumulación. El calentamiento se hace mediante gas (normalmente) y electricidad o gasóleo (mucho más raramente).

## Tipos
En el mercado hay varios tamaños de calentador que se definen por el caudal que son capaces de calentar 25 °C por encima de la temperatura del agua de entrada. Normalmente se los conoce por ese caudal, expresado en litros por minuto (p.e.: calentador de 13 litros)
Se acompaña una tabla de los tipos más frecuentes, con sus denominaciones, caudales y potencias necesarias en cada caso.
| denominación | caudal de agua | potencia útil |
| L/min        | L/s            | kW            |
| 5            | 0,08           | 8,7           |
| 8            | 0,13           | 14,0          |
| 10           | 0,16           | 17,5          |
| 13           | 0,22           | 23,3          |
| 15           | 0,25           | 26,5          |
| 18           | 0,30           | 31,4          |

Es importante considerar el uso del aparato, que viene determinado por el caudal de agua que son capaces de proporcionar. Por ejemplo, un grifo de lavabo requiere un caudal (gasto), de 0,065 L/s, uno de ducha 0,10 L/s y uno de bañera 0,20 L/s. Esto significa que para un lavabo bastaría un calentador de 5 litros, para una ducha haría falta como mínimo uno de 8 litros y para una bañera de 13 litros. Ahora bien, los caudales apuntados son los que indica la norma para mezclar con agua fría, y en ella se supone que la caliente estará a 60 °C; considerando que en invierno, en los climas templados, el agua de la red llega a 4...6 °C y, si se aumenta 25º, quedaría a 29...31 °C que es, incluso sin mezclar, una temperatura baja para la ducha o la bañera, resultará que, no solo la temperatura, sino que también el caudal será escaso, porque el gasto que requieren la ducha y la bañera, ya mezcladas fría y caliente, es de 0,20 y 0,30 L/s, respectivamente.
De todos modos, si la temperatura fuese insuficiente para el uso que se le quiere dar, siempre se puede obtener agua a más temperatura a costa de reducir más el caudal, mediante la llave de entrada del agua al calentador.

## Funcionamiento

### Aparatos de gas

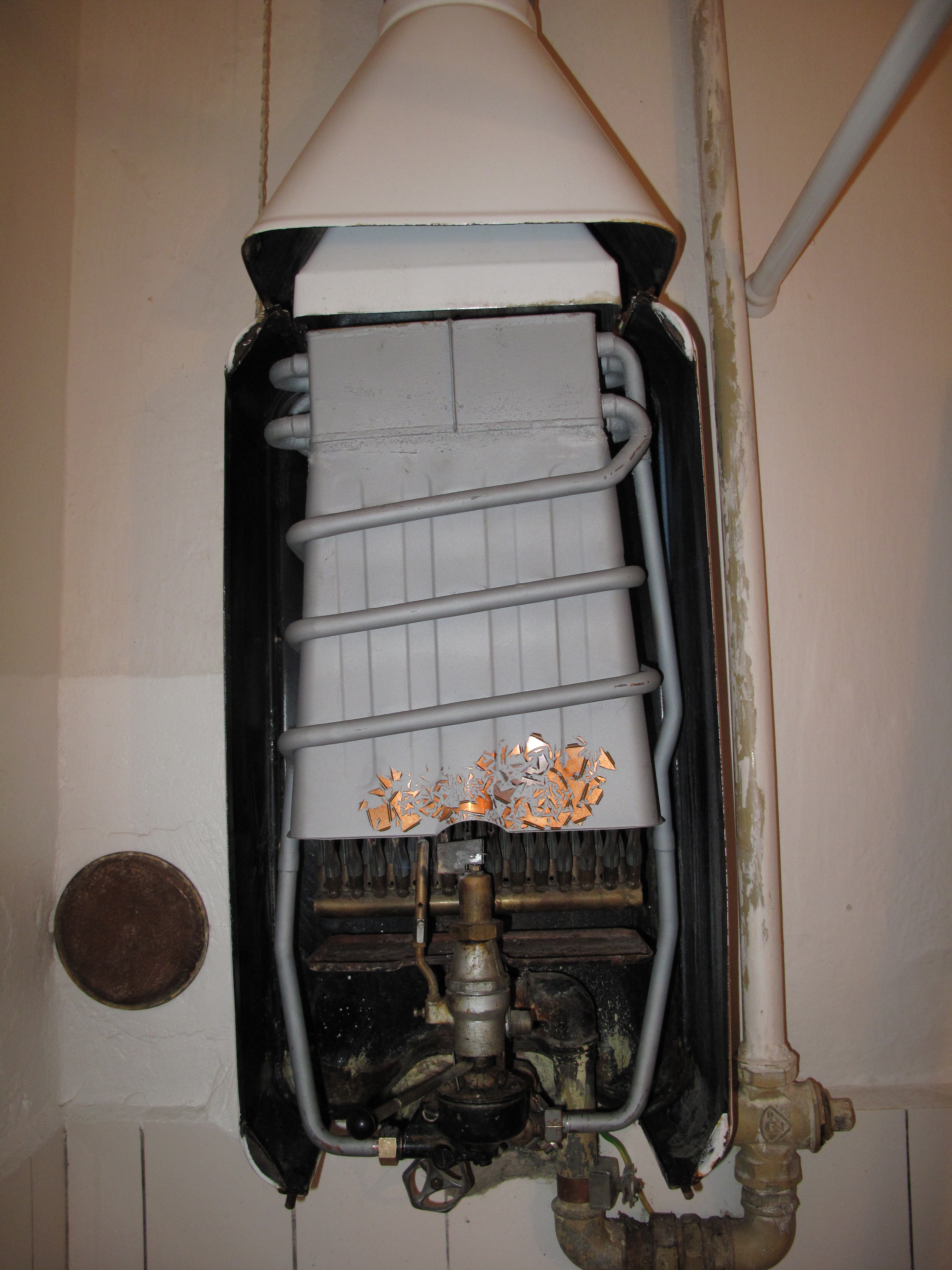
Calentador de gas sin carcasa que, aunque averiado, muestra la campana y los intercambiadores de calor.

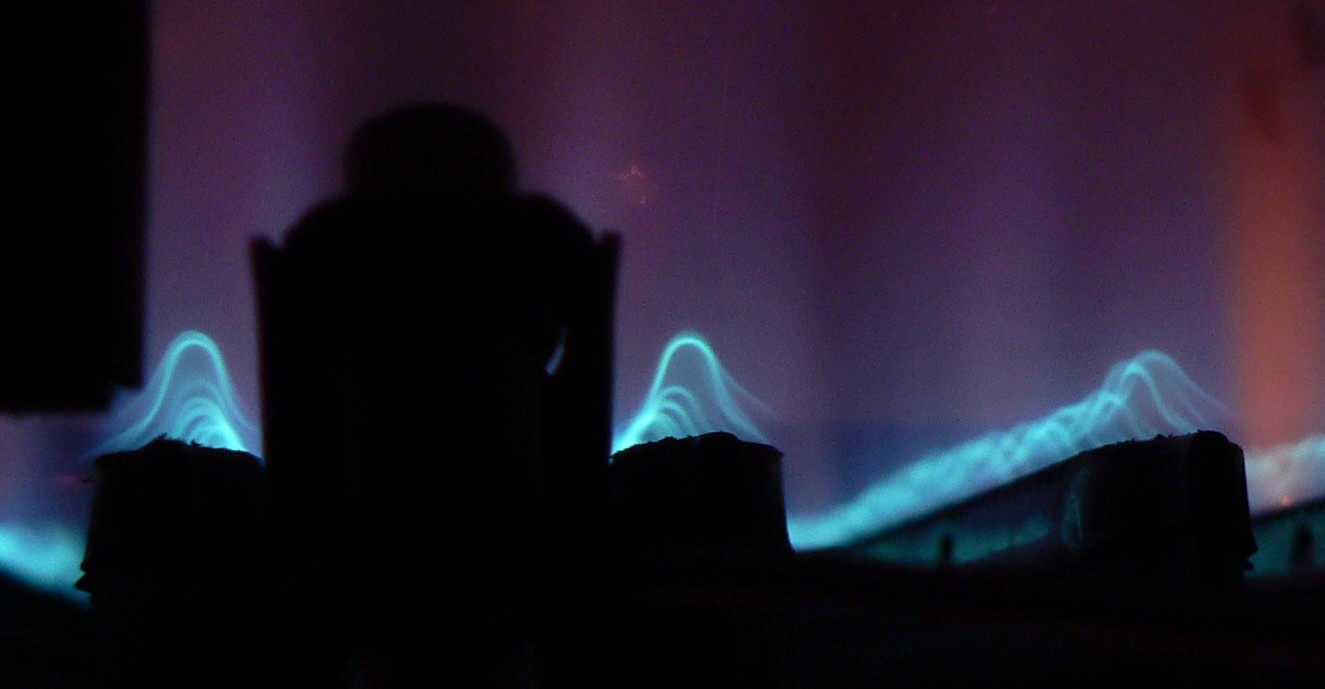
Serie de candelas de un calentador de gas

Consiste en un serpentín por donde circula el agua, que rodea primero una campana de sección rectangular y en la parte superior de la campana toma la forma de un intercambiador de calor de tubos con aletas. El combustible (como se ha dicho, normalmente gas) se quema en una serie de candelas situadas en la parte inferior de la campana; la llama precalienta el agua del serpentín que rodea la campana y termina de hacerlo en el intercambiador de la parte superior. Evacua los gases de la combustión una vez pasado el intercambiador y debe de hacerse, por medio de un conducto apropiado, hasta el exterior.
El calentador arranca cuando se abre un grifo en cualquier punto de la instalación y el agua empieza a recorrer el serpentín. El dispositivo de arranque se basa en que en el serpentín del intercambiador hay una pérdida de carga notable. Dos tubos delgados están conectados, uno al tubo de entrada de agua y otro al de salida, y ambos a un dispositivo de depresión, cada uno de ellos a un compartimento del mismo; ambos compartimentos están separados por una membrana elástica. Debido a la diferencia de presiones entre entrada y salida, en el dispositivo de depresión, la membrana se deforma y, mediante un vástago, abre la válvula del gas. Un dispositivo de ignición (llama piloto o dispositivo electrónico que produce un rosario de chispas) enciende las llamas del quemador. Al cerrar el grifo, la presión de los dos compartimentos se iguala, y un muelle de recuperación ayuda a devolver la membrana a su posición de reposo, cerrando el paso del gas.
Hay además un dispositivo de seguridad para que, en el caso de fallo de la llama piloto o de las chispas de encendido, no se abra la válvula de gas, para evitar que se difunda en al ambiente donde está el calentador.

### Calentador de gas modulante
Es una variante del calentador descrito, que se usa en instalaciones en las que hay una preparación previa por un dispositivo solar. Efectivamente, los calentadores normales suben la temperatura del agua que entra 25 °C, y puede ocurrir (fácilmente en verano) que en el acumulador solar el agua esté ya a 60 °C; si se hace pasar por el calentador, saldría por los grifos a 85 °C, temperatura elevada que puede producir quemaduras en la piel.
Para evitarlo puede utilizarse este calentador modulante que tiene una segunda llave de regulación del caudal del gas, situada antes que la descrita más arriba; esta otra llave funcionará con una sonda en la conducción de entrada del agua que, conforme sea la temperatura de ésta, abre más o menos la entrada del gas (el mecanismo puede funcionar trasmitiendo presión de un fluido dilatable con el calor, mediante un tubo capilar), para conseguir que el calentador proporcione la potencia adecuada (modulada) para calentar el agua a una temperatura razonable en cada momento. En caso de que el agua que llega sobrepase una temperatura determinada, 50 o 60 °C, la válvula ni siquiera se abriría.
Es importante notar que, aun en la época peor para la energía solar, plena estación invernal, el sistema de calentamiento solar es capaz de elevar la temperatura del agua que llega de la red, de modo que un calentador instantáneo de este tipo (modulante) puede funcionar mucho mejor que uno normal sin precalentamiento solar, en lo que se refiere a caudales y temperaturas finales.

### Caldera de calefacción combinada

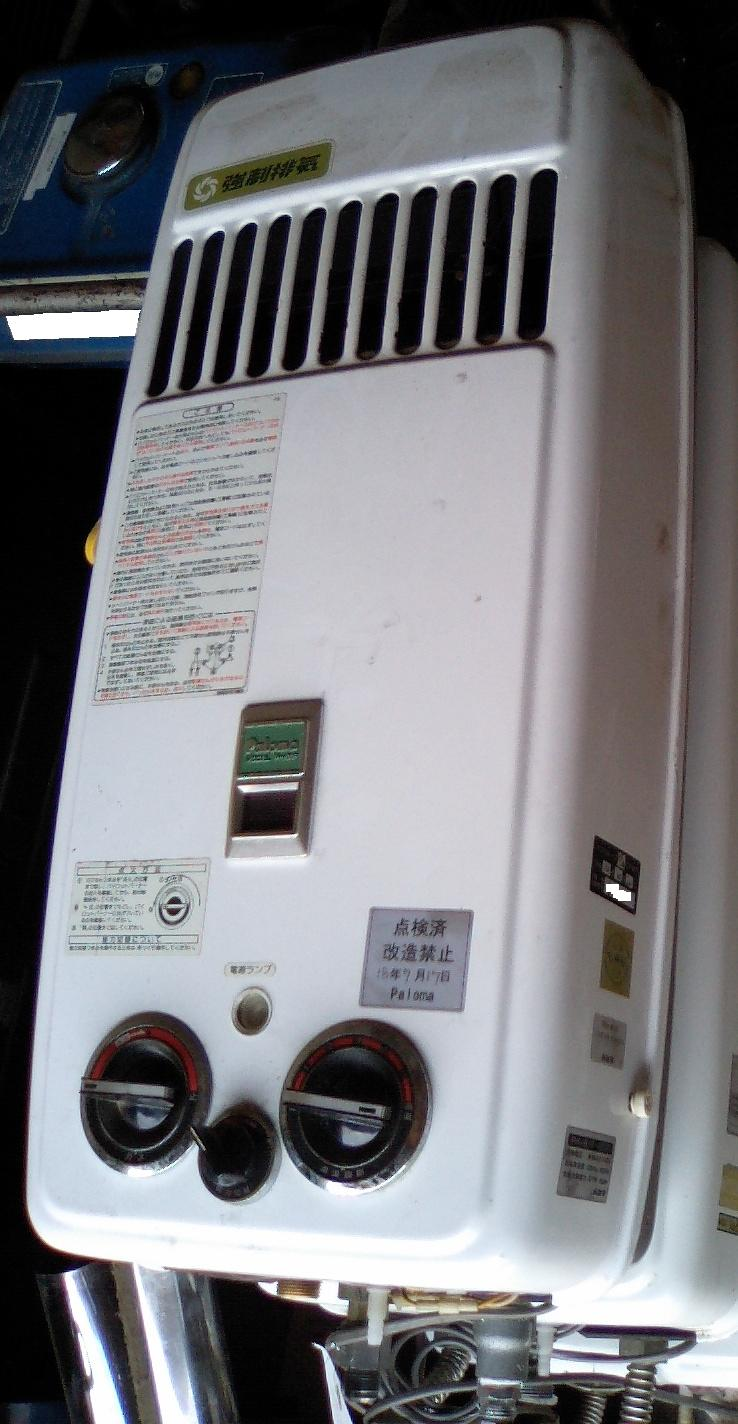
Caldera de calefacción combinada con calentador de agua circulante a gas

También hay en el mercado calderas combinadas con un calentador. Normalmente, al funcionar como calefacción, calientan el intercambiador descrito antes para el agua de la calefacción (en invierno). Cuando se abre un grifo de agua caliente, se mueve una válvula de tres vías, conectando con otro circuito en paralelo al de calefacción, y se trasfiere el calor producido a otro intercambiador, donde se calienta el agua circulante. En verano, al accionar la válvula de tres vías, además se pondrá en marcha la bomba de recirculación del sistema de calefacción, para abrir la válvula del gas, recirculando por el intercambiador de calentamiento del ACS y no por el circuito de calefacción. En los aparatos más perfeccionados, simultáneamente cambia la potencia de la llama, puesto que para la calefacción no hace falta, normalmente, más que una potencia de unos 10...12 kW, mientras que, como se ha visto, para el ACS hacen falta por encima de 20 kW.

### Calentador instantáneo eléctrico
De tamaño más reducido que los de gas, el serpentín está rodeado por una resistencia eléctrica. No llegan a alcanzar las potencias de los de gas (es difícil encontrar uno de más de 20 kW, unos 0,14 L/s) y tienen las mismas limitaciones que los de gas: suben 25 °C la temperatura de un determinado caudal de agua sobre la de entrada (para los caudales que pueden calentar, puede verse la tabla anterior, en función de la potencia). A cambio no requieren estar situados en un local ventilado.

## Instalación
Como los que funcionan con gas necesitan oxígeno para la combustión del gas, que obtienen del aire ambiente, deben estar instalados en un local suficientemente ventilado o, en caso contrario, podría enrarecer la atmósfera del local consumiendo el oxígeno lo que acabaría dando una combustión incompleta, con producción de monóxido de carbono (CO), que es venenoso. Las condiciones de ventilación del local donde está instalado el calentador viene regulada por las normativas de los distintos países.
Existe una variante de calentador, llamado estanco, que tiene dos conductos al exterior; además del de evacuación de gases quemados, tiene otro de toma de aire (a menudo son concéntricos y de mayor longitud el interior, para no recirculas los gases quemados); el aparato está completamente cerrado (es estanco), de modo que ni toma aire ni expulsa gases quemados en el interior del local donde está situado.